# Isolante térmico
Chama-se isolante térmico a um material ou estrutura que dificulta a dissipação de calor, usado na construção e caracterizado por sua alta resistência térmica. Estabelece uma barreira à passagem do calor entre dois meios que naturalmente tenderiam rapidamente a igualarem suas temperaturas.
O melhor isolante térmico é o vácuo, mas devido à grande dificuldade para obter-se e manter condições de vácuo, é empregado em muito poucas ocasiões, limitadas em escala. Na prática se utiliza ar, que graças a sua baixa condutividade térmica e um baixo coeficiente de absorção da radiação, constitui um elemento muito resistente à passagem de calor. Entretanto, o fenômeno de convecção que se origina nas câmaras de ar aumenta sensivelmente sua capacidade de transferência térmica. Além disso o ar deve estar seco, sem umidade, o que é difícil de conseguir nas câmaras de ar.
Por estas razões são utilizados como isolamento térmico materiais porosos ou fibrosos, capazes de imobilizar o ar seco e confiná-lo no interior de células mais ou menos estanques. Ainda que na maioria dos casos o gás enclausurado seja ar comum, em isolantes de células fechadas (formados por bolhas não comunicantes entre si, como no caso do poliuretano projetado), o gás utilizado como agente espumante é o que fica finalmente enclausurado. Também é possível utilizar outras combinações de gases distintas, mas seu emprego é muito pouco extenso.
Há vários tipos de materiais sólidos que podem ser bons isolantes, isso depende da utilidade dada, a temperatura de trabalho, ao local de instalação entre outros. Podem-se utilizar como isolantes térmicos: lã de poliéster, produzida a partir de garrafas pet, lã de rocha, fibra de vidro, hidrossilicato de cálcio, manta de fibra cerâmica, perlita expandida, vidro celular, poliestireno expandido, poliestireno extrudido, espuma de poliuretano, aglomerados de cortiça, etc.
Deve-se observar sempre que não existe isolamento térmico perfeito, ou, em outras palavras, todo material ou estrutura constituída por alguma composição de materiais sempre conduz algum calor.

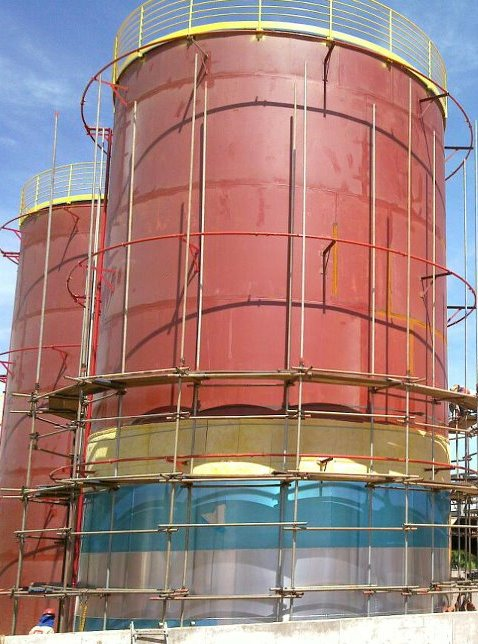
Isolamento térmico em tanque de armazenagem

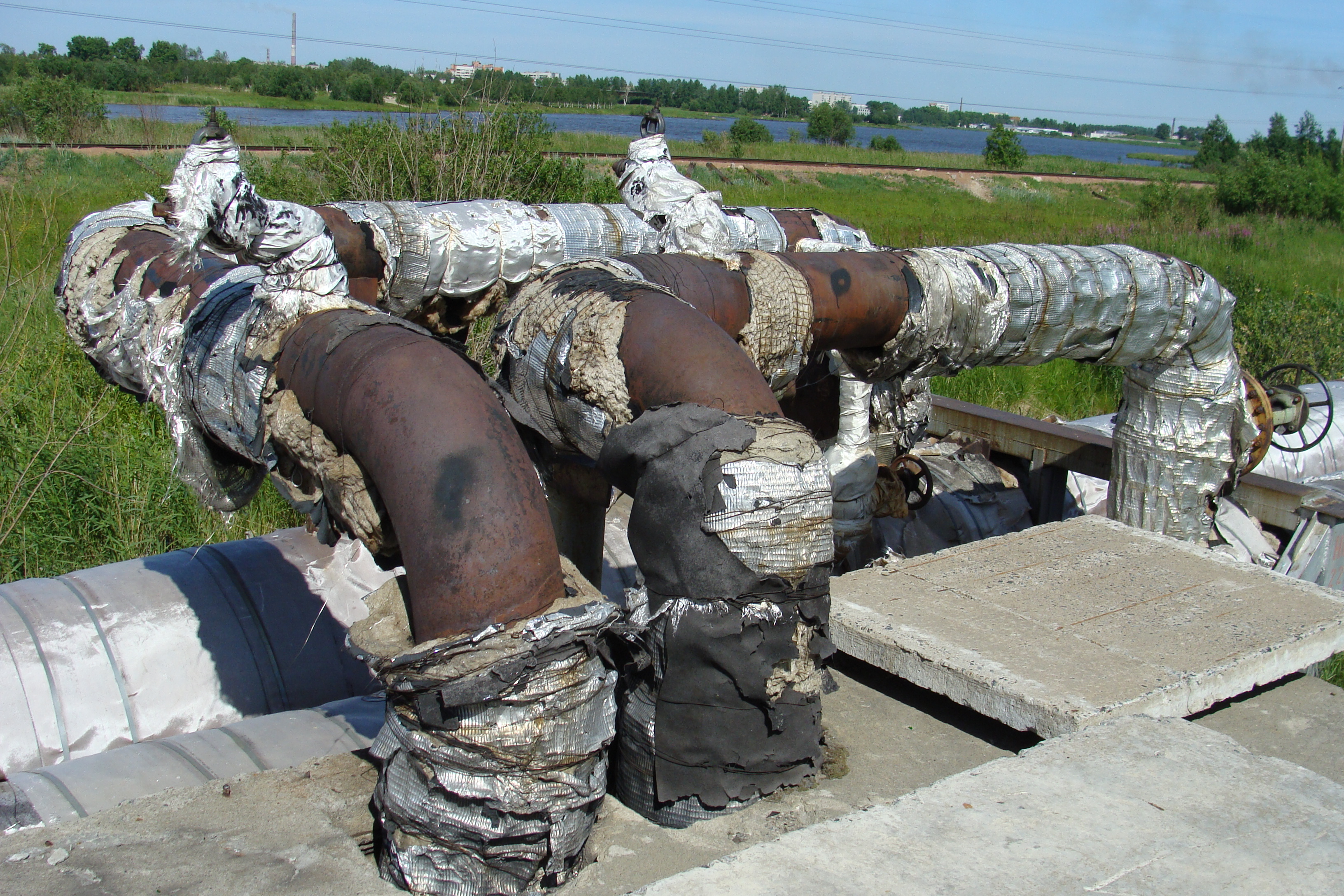
Isolamento térmico danificado cercando uma tubulação

## Cortiça
É o material isolante térmico de uso mais antigo. Normalmente é usado na forma de aglomerados, formando painéis, que se dividem em dois tipos: aglomerado negro de cortiça e compósitos de cortiça. A diferença principal entre os dois tipos reside no ligante usado para a aglomeração dos granulados de cortiça. No aglomerado negro de cortiça esse ligante é a suberina, que é libertada das células de cortiça através do processo industrial de aquecimento e pressão a que são submetidos os granulados de cortiça. Como tal, não é considerado um verdadeiro compósito e isso distingue-o dos compósitos de cortiça em que a aglomeração é realizada por um segundo composto. Deve ser tratado contra o ataque de fungos, pois é um material orgânico (de origem biológica). Sua maior vantagem é a inércia térmica que apresenta.
- Densidade: 110 kg/m3
- Coeficiente de condutividade para o painel aglomerado: 0,039 W/(m.K)

## Lã de rocha
A lã de rocha é um material isolante térmico, incombustível e imputrescível. Este material se diferencia de outros isolantes pois é um material resistente ao fogo, com um ponto de fusão superior aos 1.200 °C.
As principais aplicações são o isolamento de forros, tanto inclinadas como planas (forro europeu convencional, com lâmina impermeabilizante autoprotegida), fachadas ventiladas, fachadas monocapa, fachadas pelo interior, repartições anteriores, isolamentos acústicos e isolamentos de pisos. Quando se tem um telhado com o madeiramento no forro, é utilizada com um feltro ou outro revestido como papel kraft, por um lado, favorecendo a colocação. Também é usada para proteção passiva tanto de estruturas, como de instalações e espaços. Lã de rocha é comercializada em painéis rígidos ou semirrígidos, aglomerados com resinas, feltros, mantas e coquilhas para isolar termicamente tubulações de seção circular. Lã de rocha também é um excelente material para isolamento acústico em construção leve, para pavimentos, tetos e paredes interiores.
A Lã de Rocha é feita a partir da rocha basáltica vulcânica e outros minerais fundidos a alta temperatura (1500°C) para serem transformados em fibras por centrifugação.
Como toda lã mineral, é incombustível. A lã de rocha resiste a temperaturas até 1.000 °C
- Densidades: variam de 32 a 160 kg/m3.
- Coeficiente de condutividade: 0,030 a 0,041 W/(m.K.)

### Conformações da lã de rocha

#### Manta
Se trata de fibras de lã de rocha entrelaçadas. É adequada para isolar elementos construtivos horizontais, sempre que seja colocada na parte superior. Na vertical necessita de amarração ou grampos para evitar que acabe embolsando na parte inferior do elemento e na parte inferior de um elemento horizontal não fixado. Podem vir normalmente protegida por papel kraft, papel betumado ou malha de metal leve.

#### Painéis rígidos
Se trata de painéis aglomerados com alguma resina epóxi, que lhe confere uma certa rigidez. Serve para elementos construtivos verticais e horizontais pela parte inferior, de maneira a se obter um coeficiente de condutividade ligeiramente inferior ao da manta.

## Lã de vidro
Quando se tem um telhado de telhas com um forro em madeiramento e se deseja isolá-lo com lã de vidro deve-se usar um produto para tal fim, que é uma lã de vidro em painéis com maior densidade, hidrófugo e higroscópico. Quando se tem um teto de folha de chapa, a linha de produto que se deve utilizar é o revestimento com uma folha de alumínio reforçado em uma face para que atue para o aumento da resistência mecânica, como barreira de vapor e como material refletivo.
- Coeficiente de condutividade: 0,065 a 0,056 W/m·K (0,056 a 0,049 kcal/h·m·°C)

Como no caso anterior se vende na forma de manta, de painéis aglomerados e coquilhas de isolamento de tubulações.
A Lã de Vidro é feita semelhante ao da lã rocha, porém com sílica e o sódio (areia e vidro). São fundidos em alta temperatura e centrifugados (1 800 °C). Formam fios finos e adicionados com resina sintética.

## Lã natural de ovelha
Este isolamento é a versão natural e ecológica dos isolamentos lanosos.
Diferentemente da lã de rocha ou da lã de vidro, a lã de ovelha é obtida de forma natural e não necessita, obviamente, de tratamento a altas temperaturas para ser produzida.
É muito resistente e um regulador de umidade muito eficiente, fato que contribui enormemente no conforto no interior das edificações.
- Coeficiente de condutividade: 0,043 W/m.K

Como nos casos anteriores é vendida na forma de manta, de painéis aglomerados e também em flocos.

## Vidro expandido
Embora atualmente seja relativamente pouco usado, é um material muito interessante, devido que além de um isolante térmico é uma barreira de vapor muito eficiente, o que não é normal nos isolantes térmicos.
É constituído por vidro reciclado e geralmente colorido suavemente, pois não existe problemas com a cor do produto, com o qual é feita uma espuma a quente, deixando células estanques com gás enclausurado, que atuam como meio isolante. Como mencionado, ele funciona adequadamente como uma barreira de vapor, o que torna este material muito adequado para o isolamento de pontes térmicas na construção, como pilares em paredes. Sua rigidez torna-se mais adequada do que outros isolantes para o cobrir de gesso.

## Poliestireno expandido (EPS)

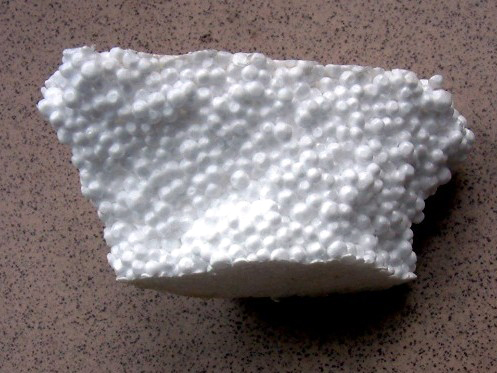
Fragmento de poliestireno expandido

O material de espuma de poliestireno, mais conhecido em Portugal como Esferovite e no Brasil como Isopor, é um isolante derivado do petróleo e do gás natural do qual se obtém o polímero plástico do estireno na forma de grânulos. Para construir um bloco de, por exemplo, 1 m³, se incorpora num recipiente metálico uma certa quantidade do material que tem relação com a densidade final do mesmo e ao injetar vapor d'água se expandem os grânulos até formar um bloco. Este é cortado em placas da espessura desejada para sua comercialização mediante um arame metálico quente.
Devido a sua combustibilidade são incorporados retardantes de chama na sua produção passando o poliestireno assim composto a ser denominado dificilmente inflamável.
- Possui um bom comportamento térmico em densidades que vão de 12 kg/m³ a 30 kg/m³
- Tem um coeficiente de conductividade de 0,045 a 0,034 W/m·K, que depende da densidade (por regra geral, uma maior densidade implica menor o coeficiente e, portanto, melhor é o isolamento)
- É facilmente atacável pela radiação ultravioleta pelo que deve ser protegido da luz do sol.
- Possui uma alta resistência à absorção de água em estado líquido.

## Espuma celulósica
Material isolante constituído de espuma de celulose, possui um poder isolante térmico aceitável e é um bom absorvedor de som. Ideal para ser aplicado pela parte inferior de galpões por ser um material 100% ignífugo de cor branca e por sua rapidez ao ser colocado.
- Tem um coeficiente de condutividade média de 0,03 W/m·K

Quando submetido a temperaturas superiores a 65 °C posteriormente se fundirá.

## Espuma de polietileno

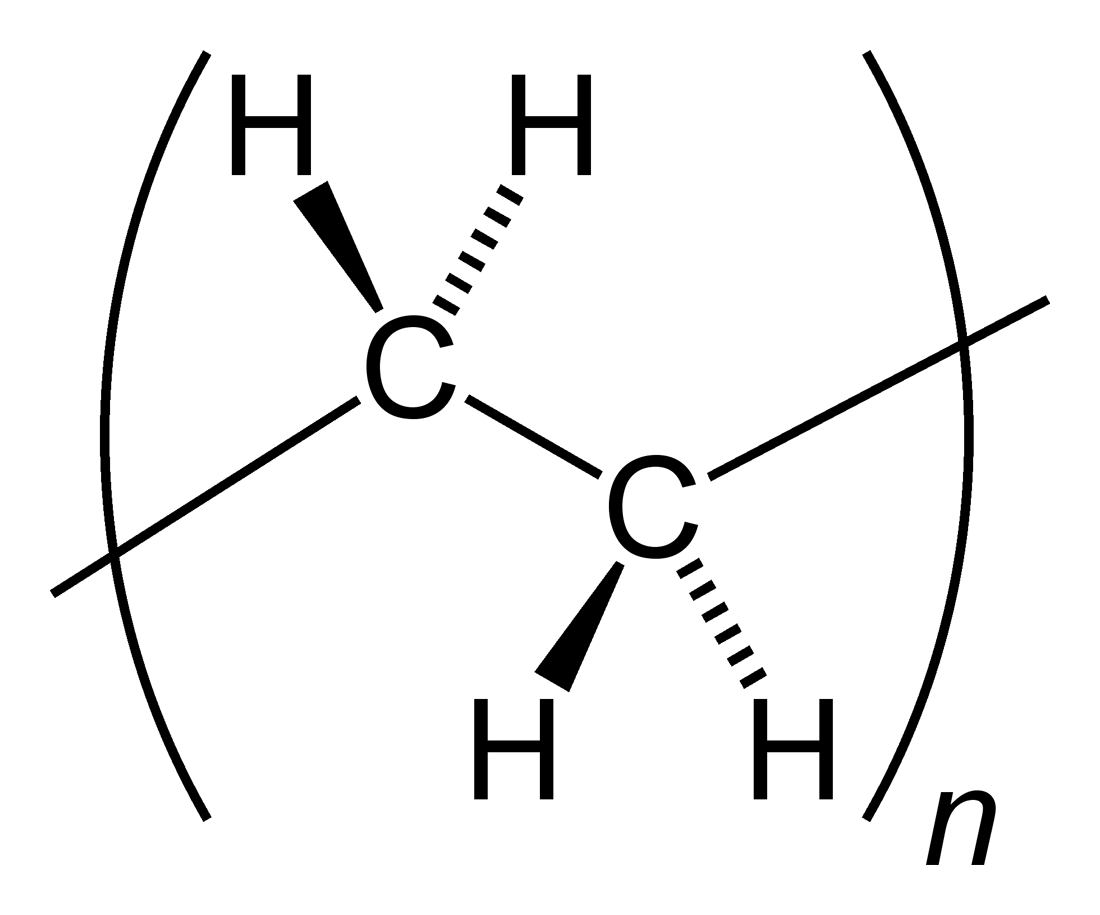
Estrutura química do polietileno, às vezes representado só como (CH_{2}-CH_{2})_{n}

A espuma de polietileno se caracteriza por ser econômica, hidrófuga e fácil de ser colocada. Com respeito a seu rendimento térmico pode-se dizer que é de caráter médio. Com respeito a seu acabamento é de cor branca ou também de cor próxima a do alumínio. Tem um coeficiente de condutividade térmica entre 0,036 e 0,046 W/m°C
É comercializada na forma de folhas, blocos ou bastões e tubos, adequados ao isolamento de tubulações.

## Espuma de polipropileno
Devido a limitações das temperaturas nas quais pode operar a espuma de polietileno, a similar espuma de polipropileno pode ser empregada com propriedades químicas similares e muito maior resistência térmica, útil no isolamento de tubos de aço em processos químicos industriais.
É comercializada nas mesmas apresentações da espuma de polietileno.

## Espuma de poliuretano

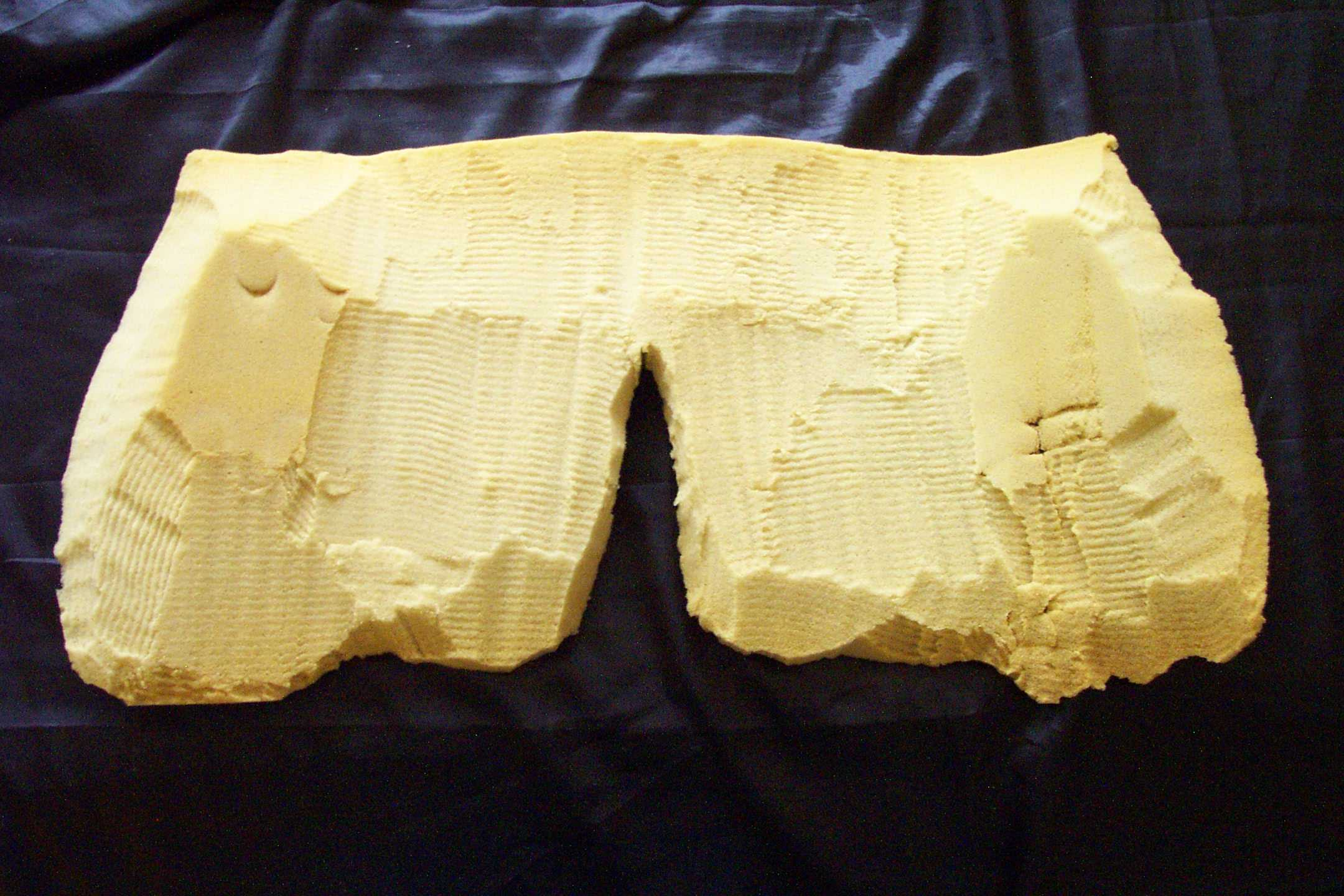
Amostra de espuma de poliuretano de alta densidade

A espuma de poliuretano é conhecida por ser um material isolante de muito bom rendimento. Sua aplicação pode ser realizada desde a parte inferior ou também desde a parte superior. Gera a partir do "ponto de fumo" ácido cianídrico: extraordinariamente tóxico para humanos.

### Propriedades
- Densidade: 30–80 kg/m³
- Resistência a compressão: 200 N/mm²
- Condutividade térmica: 0,023 W/m·K
- Retardo de chama: B1*
- Coeficiente de fricção: μ=0,0135
- Tª de trabalho: -50 a 80 °C
- Umidade: 0 % a 100%
- Pressão dentro do conduto: -2000 a +2000
- Ensaio com norma DIN4102: dificilmente inflamável

## Espuma elastomérica
É um isolante com um excelente rendimento em baixa e média temperatura com fácil instalação, reduzindo ao máximo os custos de mão de obra. Possui em sua estrutura, uma barreira de vapor e um comportamento totalmente ignífugo.
- Coef. de condutividade: 0,030 kcal/h·m·°C
- Temperatura de trabalho ótima: -40 a 115 °C

Material muito usado como isolamento térmico em refrigeração, devido a sua ótima densidade. Tem o poder de distribuir, estabilizar e reter a umidade que é gerada pela condensação nos tubos do equipamento.

## Fibra-cerâmica
Para altas temperaturas existe a "fibra-cerâmica", composta de alumina (Al2O3) e sílica (SiO2) que atualmente vem substituindo nos fornos antigos os concretos refratários, já que estes armazenavam muito calor, dificultando reparos e tendo um maior tempo de manutenção, etc. A "fibra-cerâmica" é mais leve, de fácil aplicação, fácil reparo, não armazena muito calor, suporta temperaturas de 1 460 °C, não trinca, etc. Geralmente é comercializada na forma de mantas, blocos, massas, etc.

## Retardo de chama
Capacidade de resistir à combustão. Se considera que um plástico tem "retardo de chama" quando não segue ardendo uma vez eliminada a fonte de ignição. O retardo de chama é a propriedade de um material, quer seja inerente ou resultante de uma substância adicionada (um retardante de chama) ou um tratamento aplicado, de suprimir, reduzir de forma significativa ou tornar demorada a propagação de chama. O termo "com retardante de chama" se refere a um material que é tratado com um retardante de chama. Retardante de fogo corresponde à substância adicionada, ou tratamento aplicado, a um material com o propósito de suprimir, reduzir significativamente ou tornar demorada a combustão do material.